# 球杆菌属
球杆菌属為球杆菌目球杆菌科的一属好氧的革兰氏阳性菌。不规则杆菌。此属的模式种为嗜热球杆菌(Sphaerobacter thermophilus)，分离于热的污泥。。

## 下属物种
- 嗜热球杆菌 Sphaerobacter thermophilus Demharter et al., 1989